# Araespor callosus
Araespor callosus là một loài bọ cánh cứng trong họ Cerambycidae.